# Del roig al blau
Del Roig al blau. La transició valenciana (2004) és un documental sobre la transició espanyola al País Valencià entre als anys 1975 i 1982, des de la mort de Francisco Franco fins a l'aprovació de l'Estatut d'Autonomia. S'hi relata les grans manifestacions, les primeres eleccions, i la que s'anomenarà Batalla de València, a partir d'entrevistes a alguns dels actors polítics i socials que més van intervenir en aquell moment.
El documental naix com a iniciativa del d'un projecte presentat per Albert Montón a l'edició 2001-2002 del Master de Producció i Edició de Continguts Audiovisuals del Taller d'Audiovisuals de la Universitat de València. La idea va despertar interès i el documentalista Llorenç Soler va assumir-ne la direcció i Miquel Francés la producció.
El nom del documental s'agafa d'un llibre d'Alfons Cucó, qui va viure en primera persona molts d'aquells esdeveniments, que posteriorment va analitzar i escriure.

## Selecció d'entrevistats
- Periodistes
  - Joan Josep Pérez Benlloch
  - María Consuelo Reyna
  - Rosa Solbes
- Creadors
  - Joan Genovés
  - Manuel Molins
- Músics
  - Lluís Miquel
  - Vicent Torrent
- Polítics
  - Ricard Pérez Casado
  - José María Fernández del Río
  - Héctor Villalba
  - Xavier Marí
  - Vicent Soler
  - Josep Guia
  - Vicent Alvarez
  - Eliseu Climent
  - Javier Aguirre de la Hoz
  - Pasqual Martín Villalba
  - Ignacio Carrau
  - Pere Mayor
  - Manuel Girona Rubio
  - Miquel Ramón Izquierdo
  - Francesc de Paula Burguera
  - María Dolores García Broch
  - Joan Lerma

## Premis
- Premi del públic a la millor pel·lícula valenciana en la VII Edició dels Premis Tirant.[3]